# Concílio de Lugo
O Concílio do Lugo foi um concílio regional ou sínodo católico convocado pelo rei suevo Teodomiro em 569 para reestruturar a divisão de dioceses dentro da sua monarquia. Uma possível razão desta reestruturação seria que uma parte do território do reino suevo da Galécia estava sob a jurisdição de bispos cujas cátedras estiveram no Reino Visigótico, e assim uma tentativa de consolidar a monarquia politicamente.

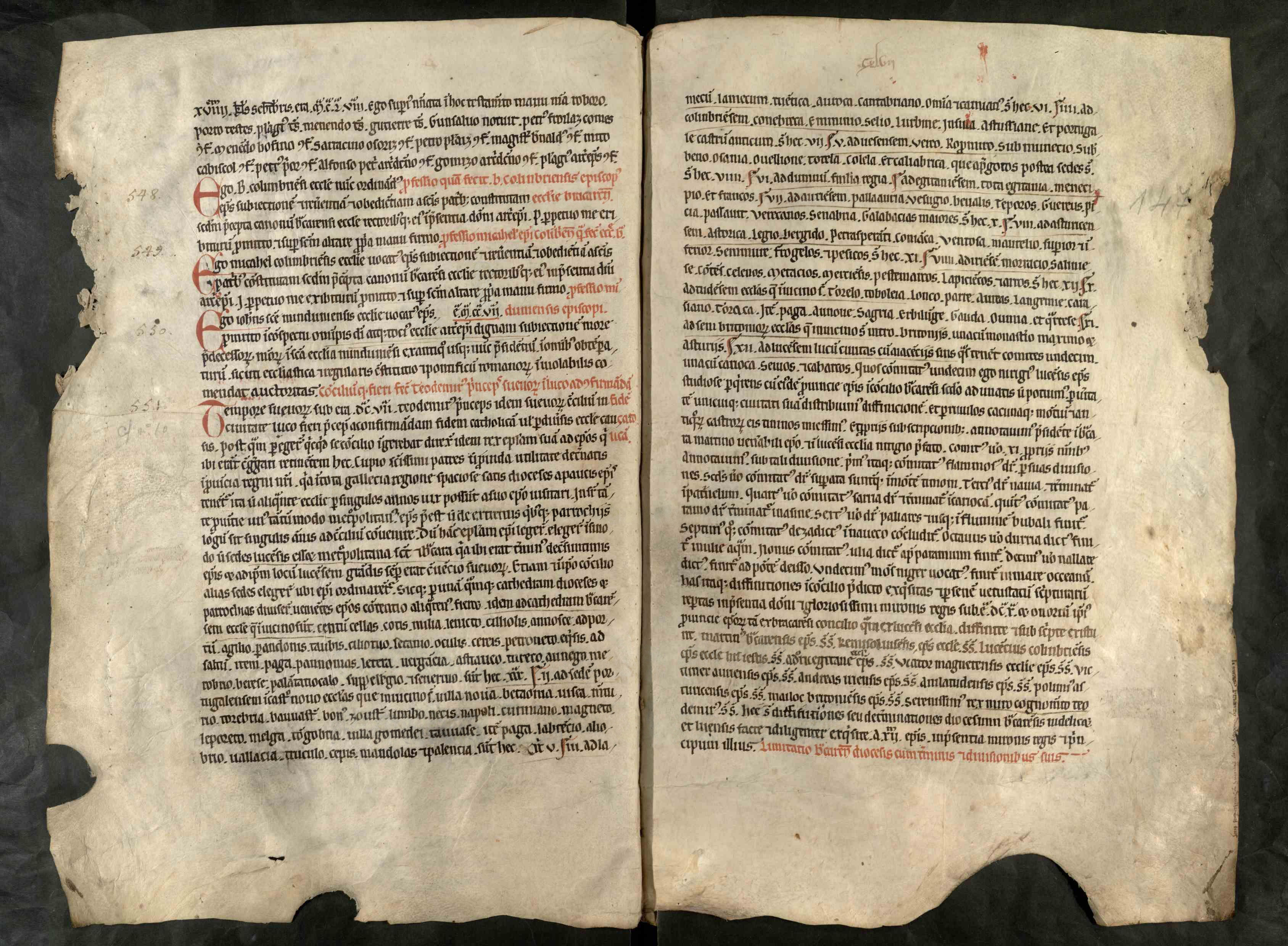
Carta do Rei Teodemiro e Paroquial Suevo do concílio de Lugo, Doc n.º 551 do Liber Fidei.

O registo existente para o concílio é conhecido como "Parochiale Suevorum"; não inclui as atas do concílio, mas uma carta do rei como preâmbulo, seguido duma lista das dioceses com as respetivas paróquias. 
Em alguns manuscritos é o nome do rei Miro, sucessor de Teodemiro, que é dado como promotor do concílio.
É de notar que alguns historiadores declararam que o documento original não é autêntico. Desde do estudo de Pierre David, o Paroquial é em geral tido como autêntico, tendo em conta que as novas dioceses do Paroquial são idênticas aos do Segundo Concílio de Braga de 572, ainda que muitas das paróquias citadas sejam de outro modo desconhecidas. Mas mesmo se a lista de dioceses e paróquias for correta, nada contradiz que a introdução muito favorável à diocese de Lugo não tenha sido acrescentada mais tarde.
Apesar da veracidade duvidosa do Concílio de Lugo, as dioceses enumeradas terão de facto sido criadas muito perto da data de 569, indicada no documento: "Tempere Suevorum sub Era DCti VII em die Kalendarum lanuariarum, Theodemirus princeps Suevorum concilium in civitate Lucensi…" (dia 1 de janeiro de 569).